# Seznam chráněných území v okrese Poprad
Toto je seznam chráněných území v okrese Poprad aktuální k roku 2017, ve kterém jsou uvedena chráněná území v oblasti okresu Poprad.
| Kód  | Obrázek                                      | Typ | Název                         | Rozloha (ha) | Galerie Commons                                                              | Popis území | Souřadnice                       |
| ---- | -------------------------------------------- | --- | ----------------------------- | ------------ | ---------------------------------------------------------------------------- | ----------- | -------------------------------- |
| 494  |                                              | PR  | Baba                          | 205,1500     |                                                                              |             |                                  |
| 497  | Barbolica od Vernáru                         | PR  | Barbolica                     | 11,9700      | Kategorie „Barbolica“ na Wikimedia Commons                                   |             | 48°55′6″ s. š., 20°15′18″ v. d.  |
| 726  | Batizovská dolina                            | NPR | Batizovská dolina             | 523,1900     | Kategorie „Batizovská dolina“ na Wikimedia Commons                           |             | 49°9′ s. š., 20°7′52″ v. d.      |
| 499  | Belianská jeskyně                            | NPP | Belianská jeskyně             | x            | Kategorie „Belianska jaskyňa“ na Wikimedia Commons                           |             | 49°13′59″ s. š., 20°18′29″ v. d. |
| 727  | Belianské Tatry                              | NPR | Belianské Tatry               | 5 407,6500   | Kategorie „Panoramics of the Belianske Tatra Mountains“ na Wikimedia Commons |             | 49°14′5″ s. š., 20°14′20″ v. d.  |
| 728  | Bielovodská dolina                           | NPR | Bielovodská dolina            | 3 712,1400   | Kategorie „Bielovodská dolina“ na Wikimedia Commons                          |             | 49°13′19″ s. š., 20°6′6″ v. d.   |
| 729  |                                              | PR  | Blatá                         | 37,7000      |                                                                              |             |                                  |
| 730  |                                              | PR  | Bor                           | 133,6100     |                                                                              |             |                                  |
| 731  | Bôrik                                        | PR  | Bôrik                         | 20,7400      | Kategorie „Bôrik“ na Wikimedia Commons                                       |             | 49°3′49″ s. š., 20°9′8″ v. d.    |
| 763  |                                              | PR  | Brezina                       | 1,1600       |                                                                              |             |                                  |
| 533  |                                              | PP  | Briežky                       | 0,2962       |                                                                              |             |                                  |
| 732  |                                              | PR  | Čikovská                      | 6,2000       |                                                                              |             |                                  |
| 733  | Popis obrazku                                | NPR | Dolina Kežmarskej Bielej vody | 1 661,1100   | Kategorie „Dolina Bielej vody“ na Wikimedia Commons                          |             | 49°12′28″ s. š., 20°15′42″ v. d. |
| 1149 |                                              | PP  | Elektrárenská jaskyňa         | x            |                                                                              |             |                                  |
| 734  |                                              | PR  | Fľak                          | 37,9300      |                                                                              |             |                                  |
| 735  | Furkotská dolina                             | NPR | Furkotská dolina              | 842,4300     | Kategorie „Furkotská dolina“ na Wikimedia Commons                            |             | 49°8′31″ s. š., 20°2′7″ v. d.    |
| 532  | Hrádok Gánovce                               | NPP | Gánovské travertíny           | 2,0276       | Kategorie „Gánovecký Hrádok“ na Wikimedia Commons                            |             | 49°1′41″ s. š., 20°19′21″ v. d.  |
| 736  |                                              | PR  | Goliašová                     | 27,2900      |                                                                              |             |                                  |
| 737  |                                              | PR  | Grapa                         | 40,8600      |                                                                              |             |                                  |
| 257  |                                              | NPR | Hnilecká jelšina              | 84,5900      |                                                                              |             |                                  |
| 738  | Vrch Hrádok z Cesty Slobody                  | PR  | Hrádok nad Pavúčou dolinou    | 105,1000     |                                                                              |             | 49°6′43″ s. š., 19°58′56″ v. d.  |
| 554  |                                              | NPR | Hranovnická dubina            | 66,4900      |                                                                              |             |                                  |
| 555  |                                              | PP  | Hranovnické pleso             | 68,0900      |                                                                              |             |                                  |
| 1148 | Hučivá diera                                 | PP  | Hučivá diera                  | x            | Kategorie „Hučavá diera“ na Wikimedia Commons                                |             | 49°13′18″ s. š., 20°18′40″ v. d. |
| 1849 |                                              | NPP | Javorinka                     | x            |                                                                              |             |                                  |
| 739  | Javorová dolina                              | NPR | Javorová dolina               | 2 250,8900   | Kategorie „Javorová dolina“ na Wikimedia Commons                             |             | 49°14′30″ s. š., 20°9′28″ v. d.  |
| 740  |                                              | PR  | Jedliny                       | 32,8900      |                                                                              |             |                                  |
| 741  |                                              | PR  | Jelšina                       | 16,4300      |                                                                              |             |                                  |
| 742  | Kôprová dolina                               | NPR | Kôprová dolina                | 3 220,9200   | Kategorie „Kôprová dolina“ na Wikimedia Commons                              |             | 49°10′4″ s. š., 19°58′51″ v. d.  |
| 1057 |                                              | PR  | Martalúzka                    | 154,8200     |                                                                              |             |                                  |
| 744  | Mengusovská dolina                           | NPR | Mengusovská dolina            | 1 612,9600   | Kategorie „Mengusovská dolina“ na Wikimedia Commons                          |             | 49°9′4″ s. š., 20°4′48″ v. d.    |
| 745  | Pohled do Mlynické doliny od jihu            | NPR | Mlynická dolina               | 704,2900     | Kategorie „Mlynická dolina“ na Wikimedia Commons                             |             | 49°8′52″ s. š., 20°2′52″ v. d.   |
| 617  |                                              | PR  | Mokrá                         | 60,2000      |                                                                              |             |                                  |
| 746  |                                              | NPR | Mokriny                       | 882,8200     |                                                                              |             |                                  |
| 747  |                                              | NPR | Mraznica                      | 159,8000     |                                                                              |             |                                  |
| 749  |                                              | PR  | Pálenica                      | 291,2000     |                                                                              |             |                                  |
| 634  |                                              | PR  | Pastierske                    | 2,9300       |                                                                              |             |                                  |
| 748  |                                              | PR  | Pavlová                       | 58,4900      |                                                                              |             |                                  |
| 750  |                                              | PR  | Pod Črchľou                   | 31,8200      |                                                                              |             |                                  |
| 751  |                                              | PR  | Poš                           | 20,8200      |                                                                              |             |                                  |
| 752  |                                              | NPR | Pramenište                    | 45,5700      |                                                                              |             |                                  |
| 653  |                                              | PR  | Primovské skaly               | 7,6081       |                                                                              |             |                                  |
| 764  | Rašelinisko                                  | PR  | Rašelinisko                   | 0,3200       | Kategorie „Rašelinisko“ na Wikimedia Commons                                 |             | 49°7′23″ s. š., 20°3′48″ v. d.   |
| 753  |                                              | PR  | Skalka                        | 36,1500      |                                                                              |             |                                  |
| 754  | Pohled do Skalnaté doliny (vpravo) z lanovky | NPR | Skalnatá dolina               | 1 069,0500   |                                                                              |             | 49°11′16″ s. š., 20°13′57″ v. d. |
| 755  | Popis obrazku                                | NPR | Slavkovská dolina             | 979,0000     | Kategorie „Slavkovská dolina“ na Wikimedia Commons                           |             | 49°9′33″ s. š., 20°10′58″ v. d.  |
| 680  |                                              | NPR | Sokol                         | 700,9300     |                                                                              |             |                                  |
| 756  | Studené doliny ze Slavkovského štítu         | NPR | Studené doliny                | 2 222,4100   | Kategorie „Studené doliny“ na Wikimedia Commons                              |             | 49°10′ s. š., 20°13′ v. d.       |
| 757  |                                              | PR  | Surovec                       | 41,7500      |                                                                              |             |                                  |
| 758  | Štôlska dolina vlevo od Končisté             | NPR | Štôlska dolina                | 739,9600     | Kategorie „Štôlska dolina“ na Wikimedia Commons                              |             | 49°8′49″ s. š., 20°6′46″ v. d.   |
| 867  |                                              | PR  | Švábovská stráň               | 18,2579      |                                                                              |             |                                  |
| 759  | Tichá dolina                                 | NPR | Tichá dolina                  | 5 966,6400   | Kategorie „Tichá dolina“ na Wikimedia Commons                                |             | 49°10′40″ s. š., 19°54′55″ v. d. |
| 696  |                                              | NPR | Tri kopce                     | 246,2300     |                                                                              |             |                                  |
| 760  |                                              | NPR | Uhlištiatka                   | 385,5100     |                                                                              |             |                                  |
| 761  |                                              | NPR | Važecká dolina                | 1 185,8600   |                                                                              |             |                                  |
| 762  | Velická dolina                               | NPR | Velická dolina                | 1 217,2200   | Kategorie „Velická dolina“ na Wikimedia Commons                              |             | 49°9′14″ s. š., 20°9′30″ v. d.   |
| 706  |                                              | NPR | Vernárska tiesňava            | 82,9400      |                                                                              |             |                                  |